# Mszczuje
Mszczuje (do 1945 niem. Moorbrück) – osada leśna w województwie zachodniopomorskim, w powiecie polickim w gminie Nowe Warpno, w sołectwie Brzózki, położona w lasach Puszczy Wkrzańskiej.

## Historia
Początki osady sięgają roku 1784 jako dzierżawy wieczystej z obowiązkiem sprowadzenia kolonistów. W XIX w. obszar wsi podzielono. Ówcześni osadnicy zajmowali się leśnictwem, wydobywaniem torfu i rolnictwem.
W czasie II wojny światowej miejscowość nie zniszczona. 27 kwietnia 1945 r. do osady wkroczyły wojska radzieckie (2 Front Białoruski – 2 Armia Uderzeniowa) a administracja polska przejęła ją w październiku 1945 r., później przybyli też pierwsi polscy osadnicy. Obecnie osada Mszczuje składa się z kilku domów mieszkalnych i budynków gospodarczych. Zabudowania pochodzą z okresu przed II wojną światową. Zbudowane zostały z cegły. W obrębie zagród znajdują się również budynki gospodarcze z elementami drewnianymi. Mieszkańcy osady trudnią się rolnictwem i gospodarką leśną. Przynależność polityczno-administracyjna Mszczuj patrz Nowe Warpno.
Demografia:
- 1812 – 79 mieszk.
- 1939 – 50 mieszk.
- 2006 – 19 mieszk.

## Turystyka
Nieopodal wsi znajduje się pomnikowy buk zwyczajny o obwodzie 4,05 m i wysokości 25 m. Okoliczne lasy Puszczy Wkrzańskiej to tereny atrakcyjne dla grzybiarzy, zbieraczy jagód, myśliwych oraz turystów pieszych i rowerowych. Wieś łączy się drogami leśnymi utwardzonymi w Brzózkach z drogą wojewódzką nr 114 oraz drogą powiatową Nowe Warpno – Dobieszczyn.
W pobliżu miejscowości przebiegają rowerowe szlaki turystyczne:
- czerwony  Szlak „Puszcza Wkrzańska”
- zielony  Międzynarodowy szlak rowerowy wokół Zalewu Szczecińskiego R-66